# Hàl·lux var
L'hàl·lux var (conegut en llatí com a hallux varus) és una deformitat de l'articulació del dit gros del peu que provoca la desviació medial (interna o cap al costat tibial) de l'hàl·lux partint del primer metatars. L'hàl·lux es mou habitualment en el pla transversal. En aquest sentit, es tracta del defecte contrari a l'hàl·lux valg (també anomenat galindó).

## Classificació
Segons la seva presentació, es classifica en quatre tipus:
- Tipus I: inclinació de l'hàl·lux sense presència aparent d'altres anomalies.
- Tipus II: amb polidactília preaxial. En el cas que es doni una polisindactilia: Online Mendelian Inheritance in Man (OMIM): 234280.
- Tipus III: amb un primer metatarsià anòmal i amb/sense polidactilia preaxial.
- Tipus IV: amb origen a la falange distal, generalment deltoïdal.

## Etiopatogènia
Existeixen tres causes:
- Hàl·lux var simptomàtic o funcional: Seria un símptoma infantil de formació posterior d'un peu pla. O també pot ser secundari a tèbias vares.
- Hàl·lux var congènit. OMIM recull fins a cinc afeccions genètiques causants d'hàl·lux var. En general es troba com secundari o associat a altres deformitats o anomalies, com ara:
  - Primer metatarsià més curt i gruixut de l'habitual.
  - Ossos o dits accessoris: Polidactílies i polisindactílies.
  - Metatars var.
  - Existència d'una banda de teixit fibrós que discorre pel costat intern del primer dit.

Algunes afeccions genètiques associades serien: polisindactília preaxial, braquidactília preaxial amb hàl·lux var i abducció de l'hàl·lux, disòstosi acrofacial tipus nager, síndrome úter-mà-peu i síndrome de Shprintzen-Goldberg.
- Hàl·lux var d'origen quirúrgic. Freqüent en l'operació de McBride (buniectomía amb correcció de teixits tous). Es produeix com a conseqüència d'un tensat secundari a cicatrius quirúrgiques.

## Tractament
En el tractament s'ha de tenir molt en compte la tipologia i etiopatogènia de l'hàl·lux var. Quan es produeix per una compensació, s'ha de tractar la causa original. En la resta dels casos se sol corregir mitjançant intervenció quirúrgica. Aquesta sol realitzar-se entre els sis mesos i l'any d'edat, abans de l'inici de la marxa.